# Đại học British Columbia
Đại học British Columbia (University of British Columbia) là một viện đại học nghiên cứu công lập ở Vancouver, British Columbia, Canada.

## Lịch sử
Đại học British Columbia được thành lập vào năm 1908.

## Quản trị và chuyên ngành

### Chuyên ngành
Đại học British Columbia có hơn 200 chuyên khoa dành cho sinh viên đại học, và 297 chương trình sau đại học, trong đó nổi bật nhất là khoa học đời sống hay life science nằm trong top 20 trên thế giới trong năm 2012.

## Địa điểm

### Vancouver
UBC Vancouver tọa lạc tại Point Grey, một bán đảo biệt lập cách trung tâm thành phố Vancouver khoảng 20 phút. Khuôn viên trường được bao quanh bởi các bãi biển, trong đó nổi tiếng nhất là Wreck Beach, vành đai xanh rộng hơn 7,63 km vuông Pacific Spirit Regional Park.

### Thư viện của đại học
Thư viện của trường UBC là thư viện lớn thứ 2 tại Canada. Với hơn 6 triệu bàn tài liệu, hơn 800,000 e-book, và hơn 4 triệu lượt ra vào hàng năm, thư viện là một phần không thể thiếu đối với các sinh viên của trường.

## Những người nổi tiếng
- Michael Smith (giáo sư, Giải Nobel Hóa học 1993)
- Robert Mundell (sinh viên, Giải Nobel Kinh tế 1999)
- Har Gobind Khorana (giáo sư, Giải Nobel Y học 1968)
- David Suzuki (giáo sư, nhà sinh vật học, người quan tâm đến ô nhiễm môi trường nổi tiếng)
- William Gibson (sinh viên, nhà văn viết đặc biệt về khoa học máy tính giả tưởng)
- Kim Campbell, nữ thủ tướng đầu tiên của Canada, cựu sinh viên
- Huỳnh Bích Liên, nữ diễn viên, người dẫn chương trình tại Hồng Kông

## Hình ảnh

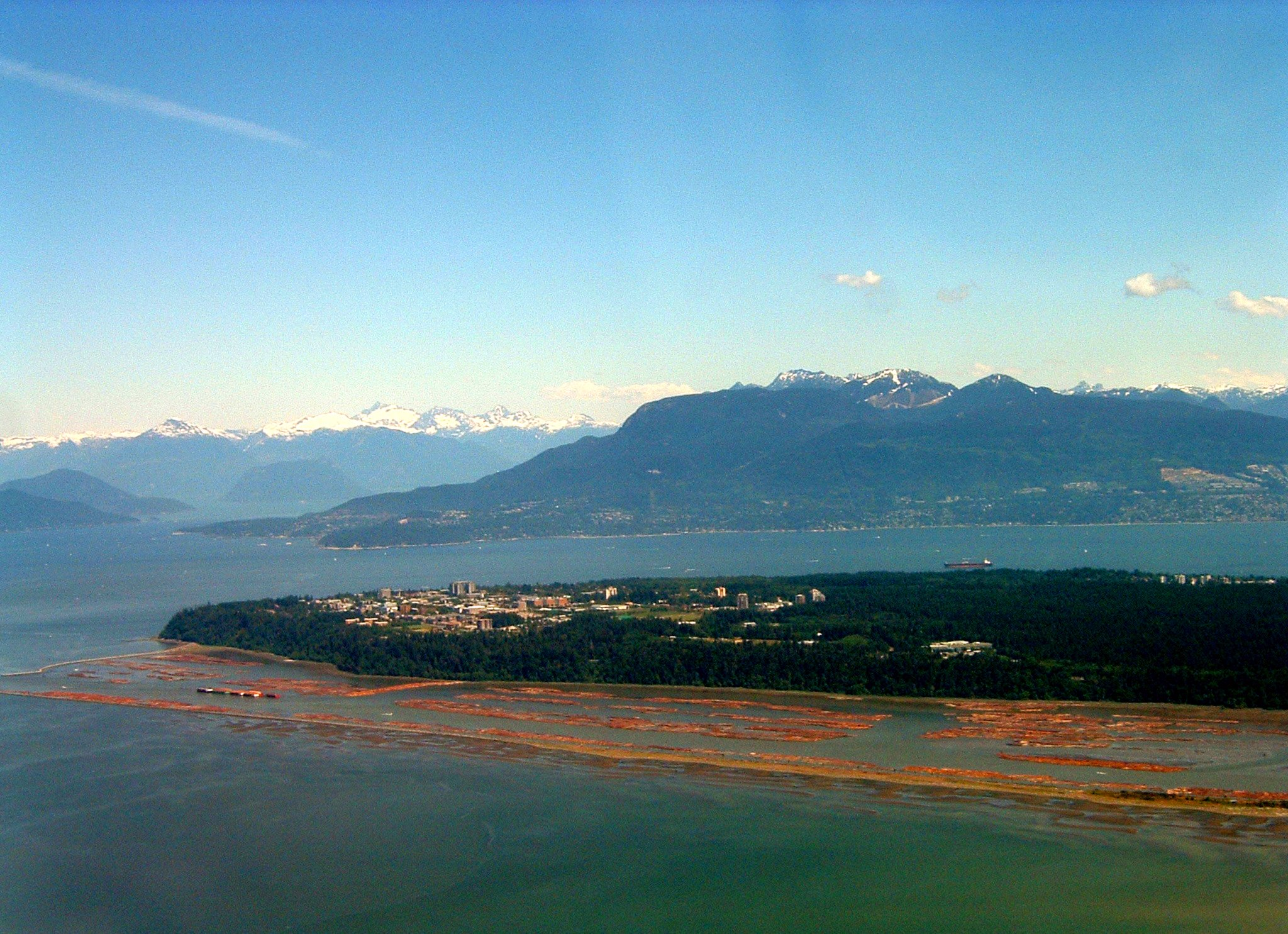
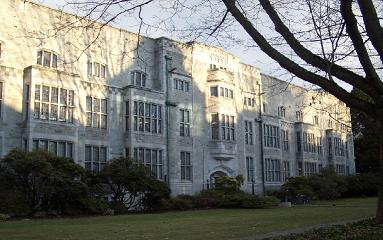
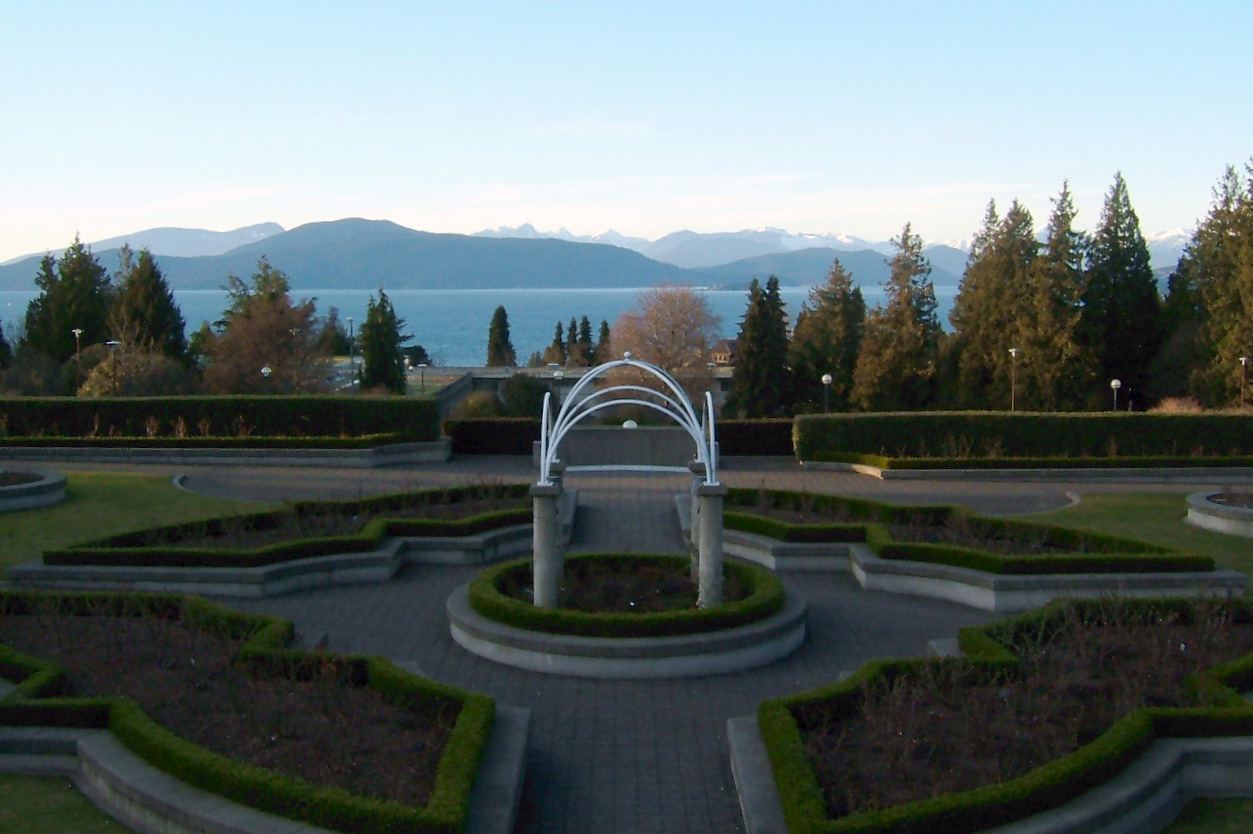
Vườn hồng
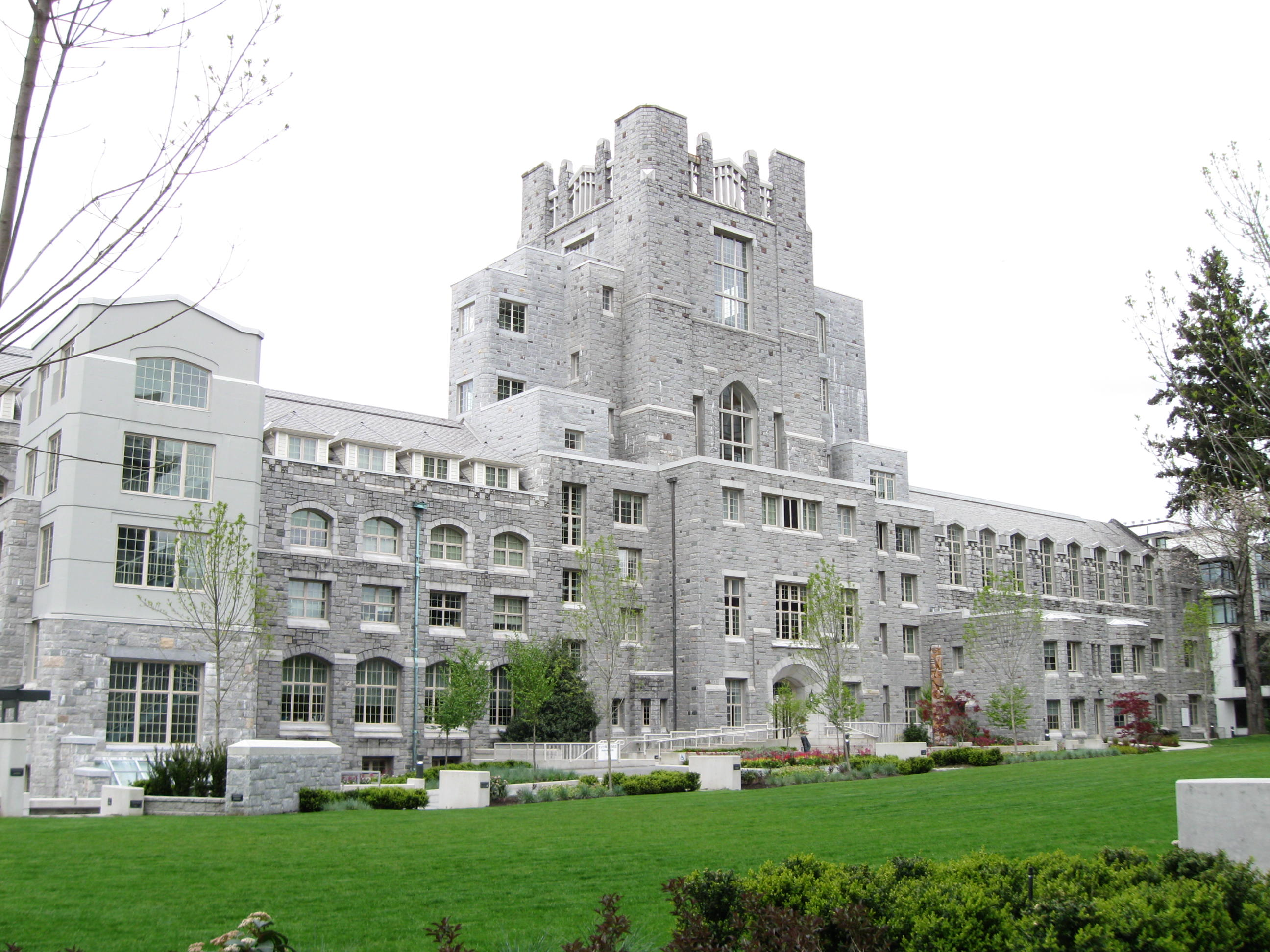
Tòa nhà Đại học Kinh tế, xây dựng năm 1927
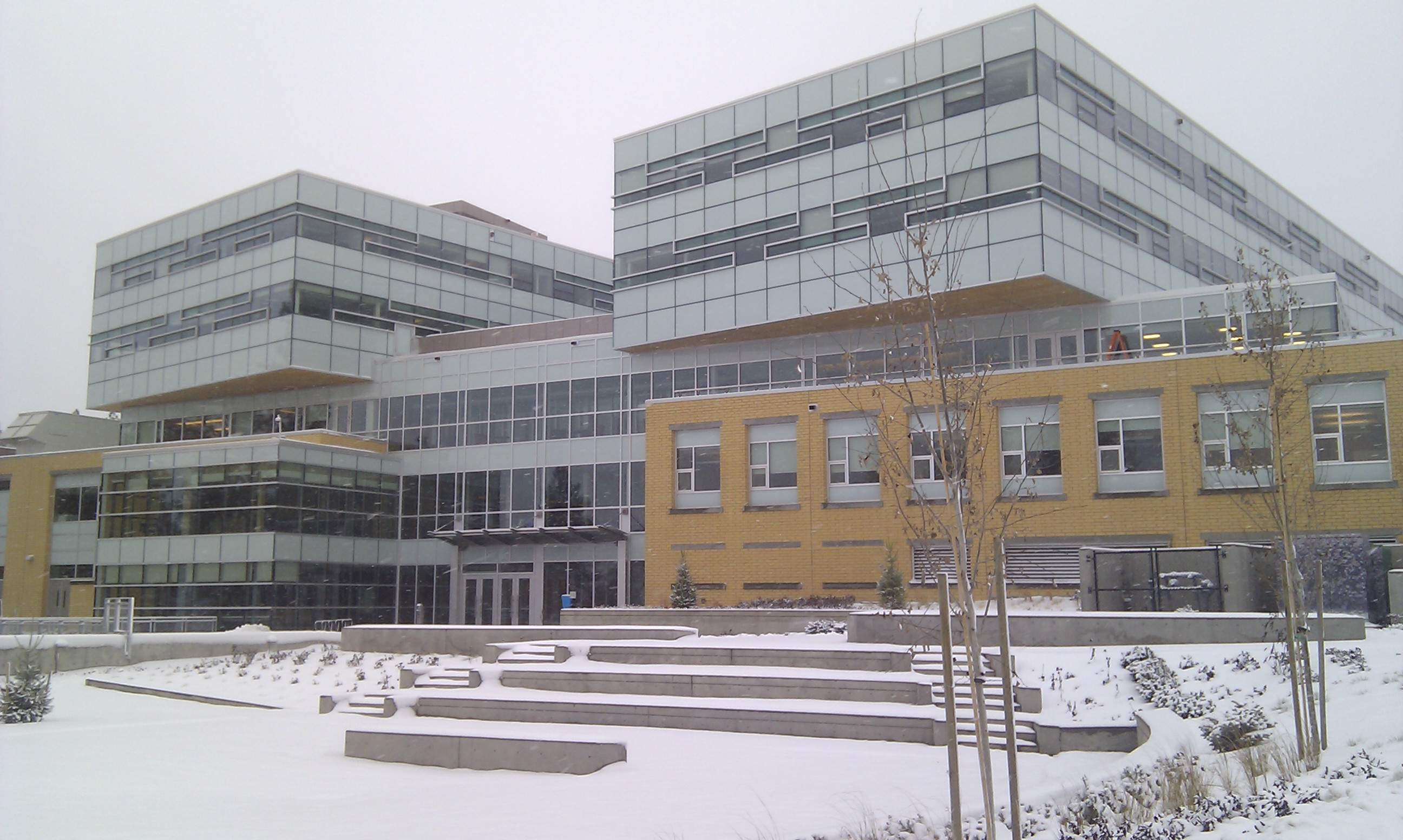
Quản lý Kỹ thuật và Giáo dục
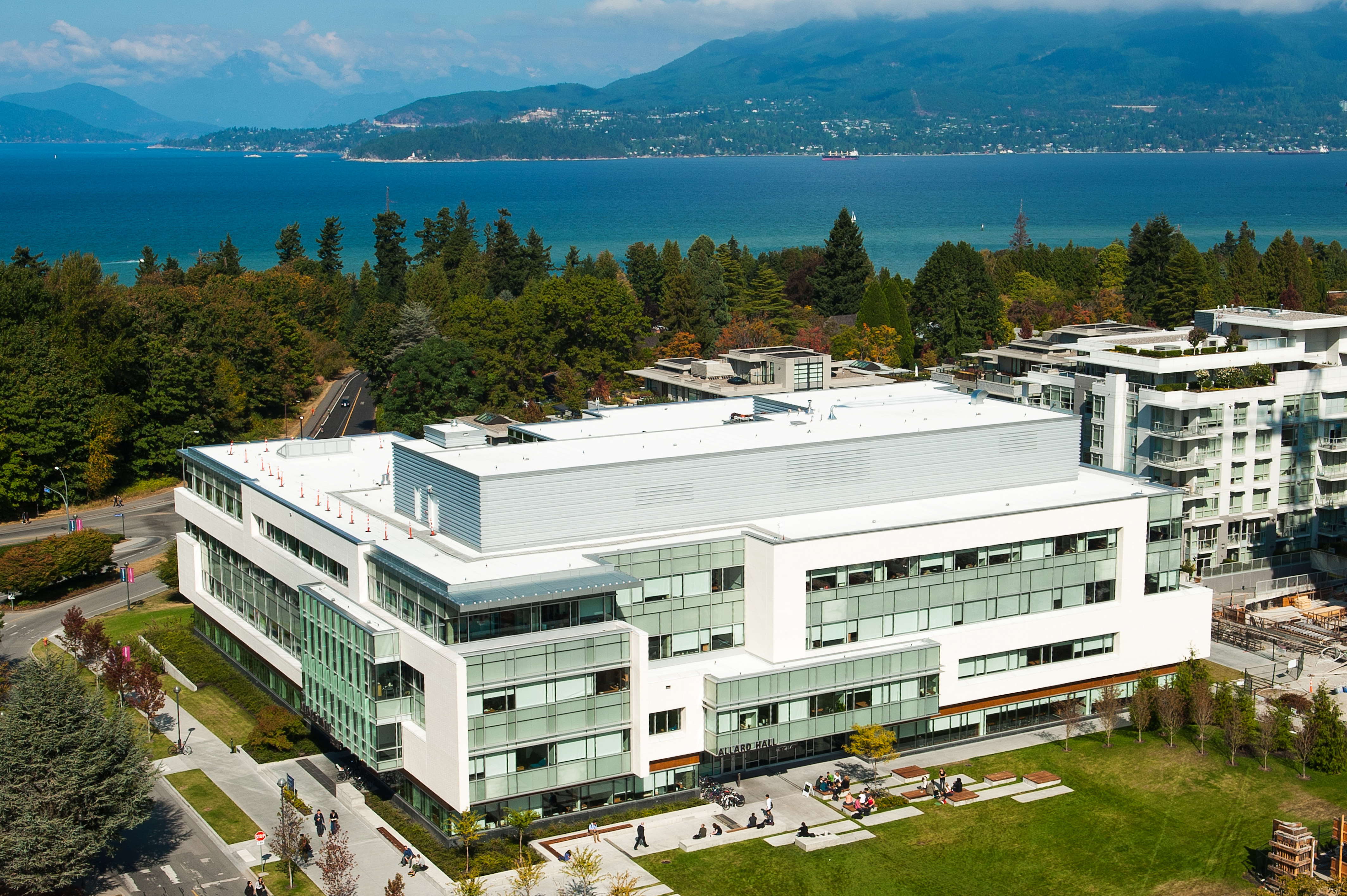
Đại học Luật
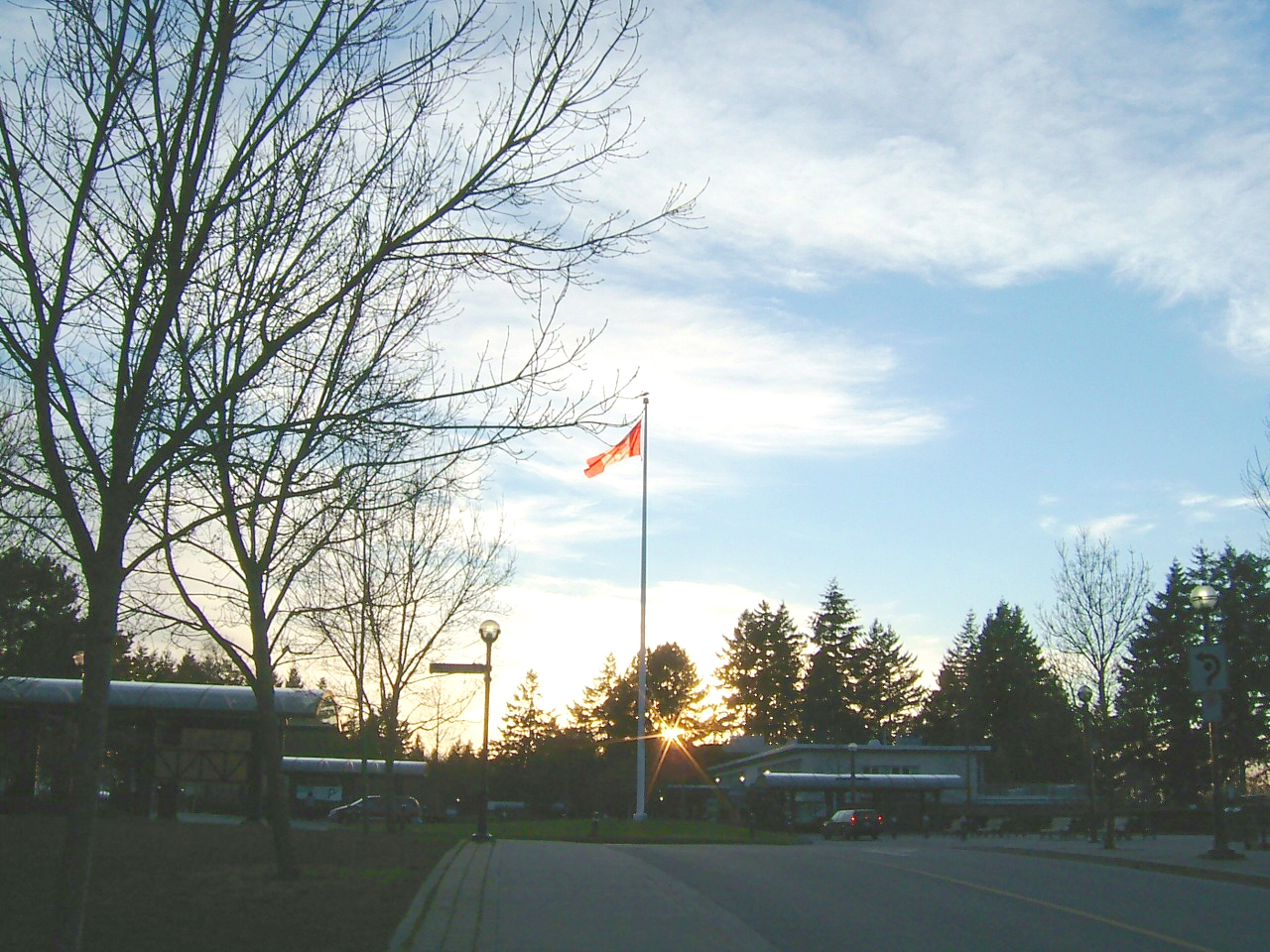
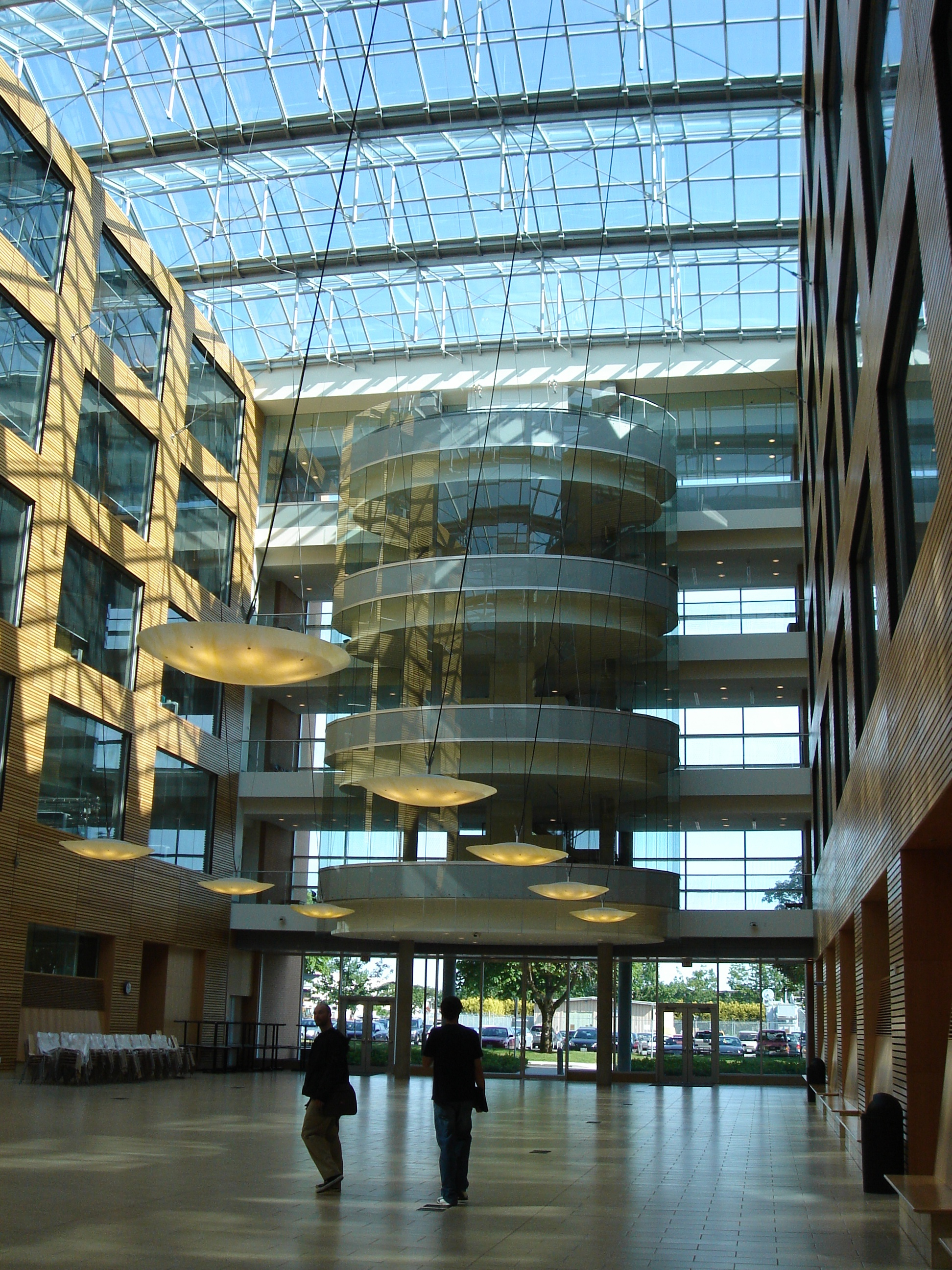
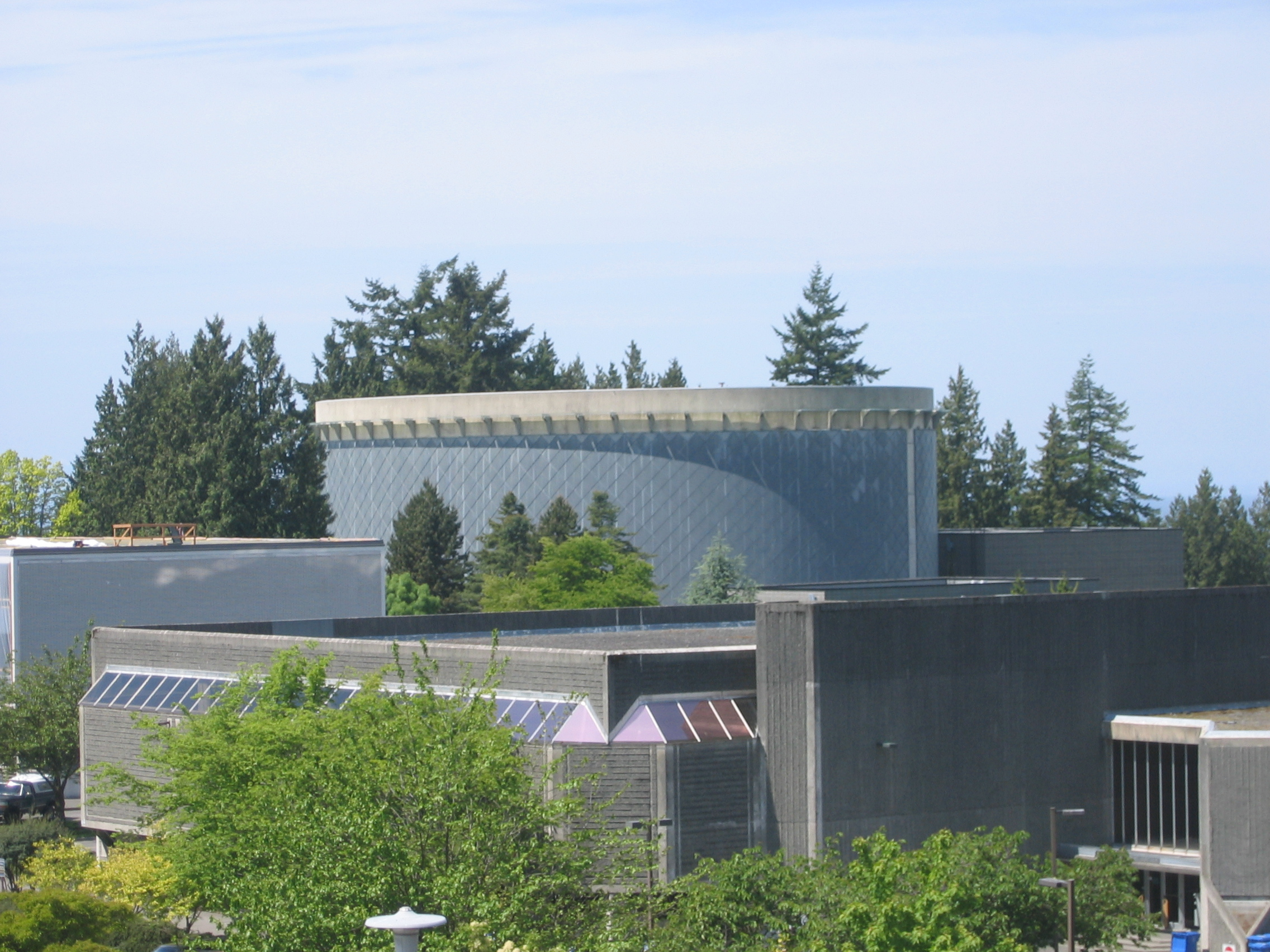
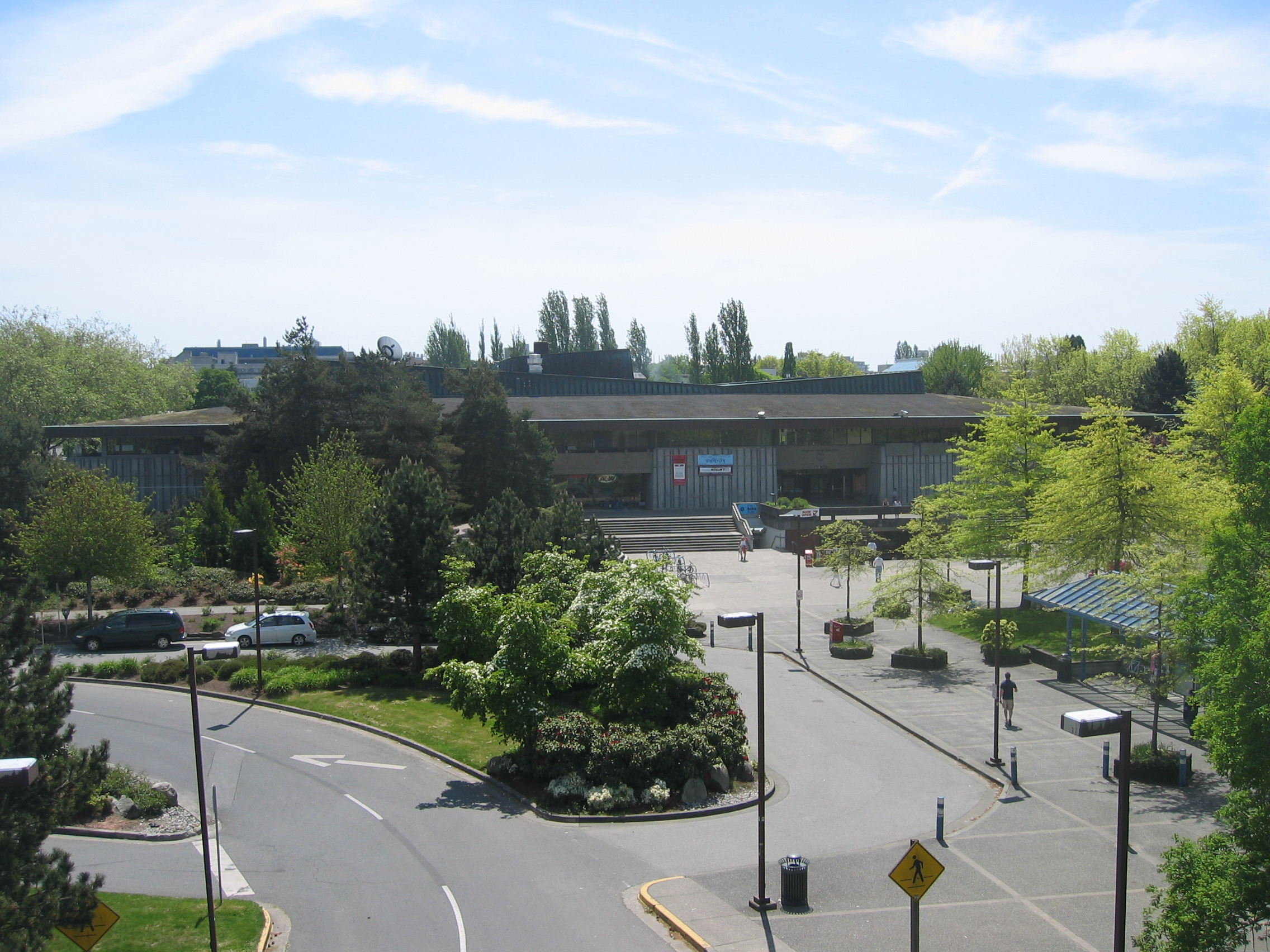
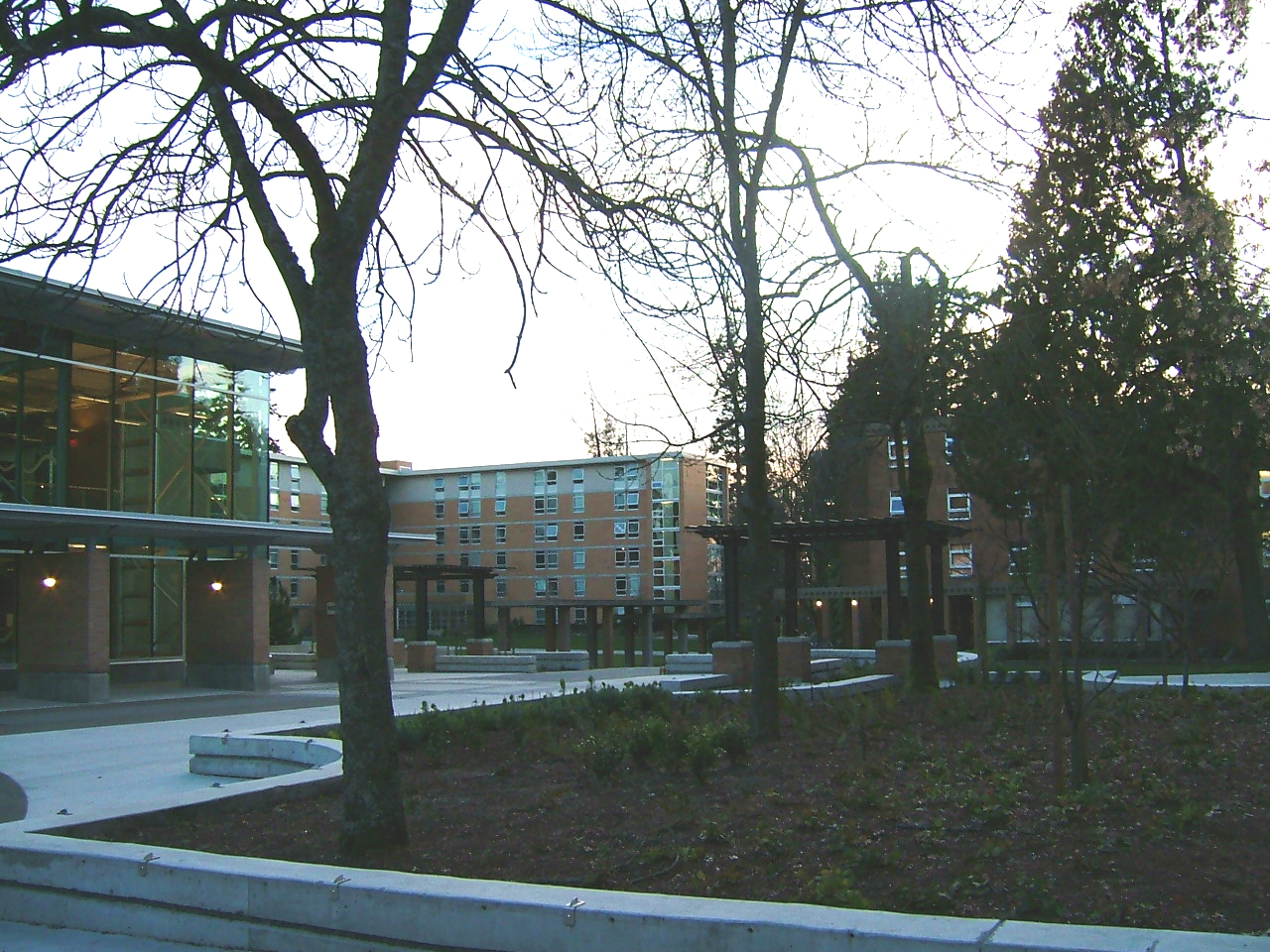
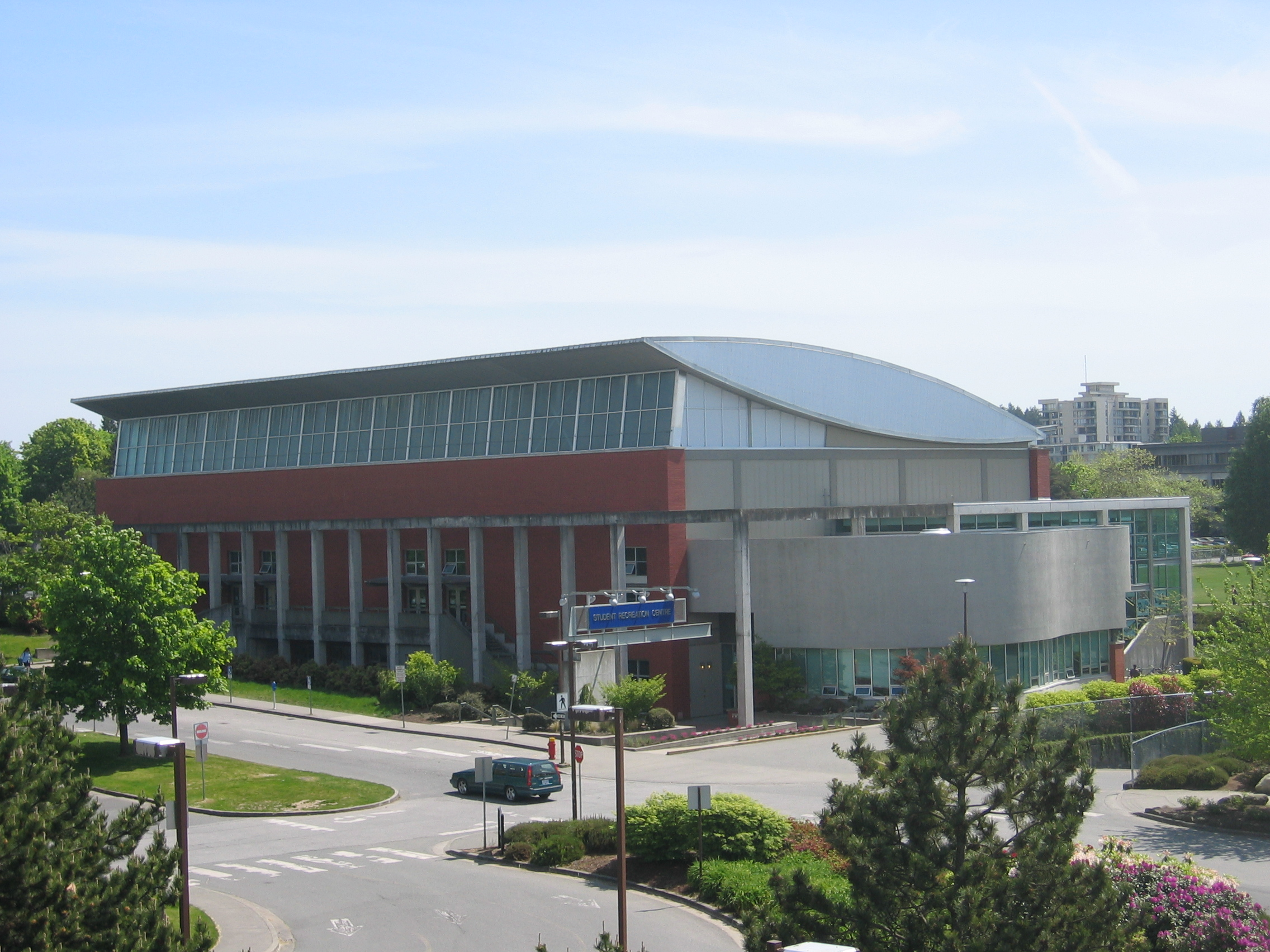
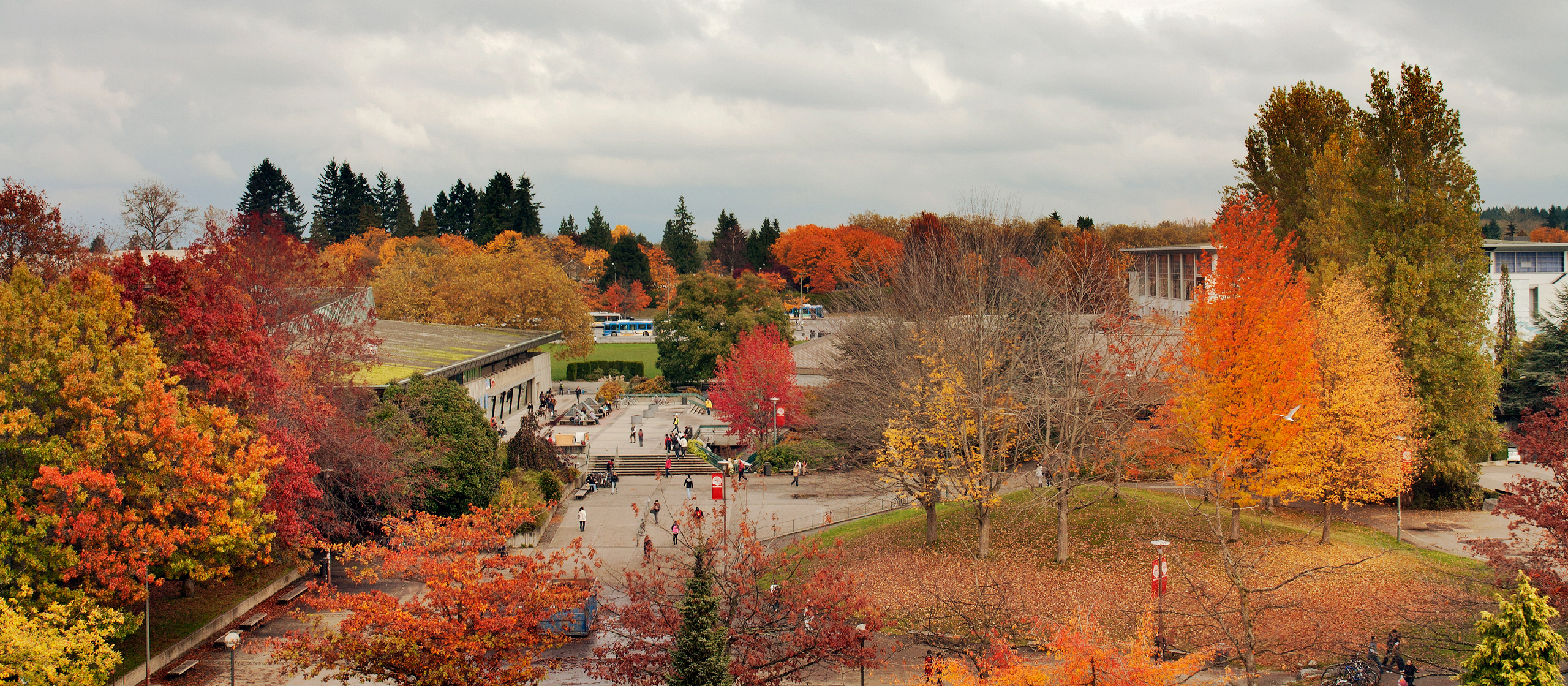